# Vineuil, Indre
Vineuil là một xã ở tỉnh Indre ở miền trung nước Pháp. Xã này có diện tích 44,41 km², dân số năm 1999 là 1139 người. Khu vực này có độ cao trung bình 175 mét trên mực nước biển.